# Rijkebuurt (Tholen)
Rijkebuurt is een buurtschap op het eiland Tholen in de provincie Zeeland. De buurtschap ligt aan het Keeten tussen de dorpen Stavenisse en Sint-Annaland, rondom de Rijkebuurtweg, Buurtweg en Tolweg.
Steden: Sint-Maartensdijk · Tholen

Dorpen: Anna Jacobapolder · Oud-Vossemeer · Poortvliet · Scherpenisse · Sint-Annaland · Sint Philipsland · Stavenisse

Buurtschappen: Botshoofd · De Sluis · Gorishoek · Malland · Molenvliet · Molenwerf · Mosselhoek · Onder de Molen · Oud Kerkhof · Oudeland · De Rand · Rijkebuurt · Schoondorp · Steenenkruis · Strijenham · Westkerke

Zeeland: Steden en dorpen in Zeeland      Nederland: Provincies · Gemeenten